# Малата (стадион)
«Малата» (исп. Estadio Municipal da Malata) — футбольный стадион, расположенный в галисийском городе Ферроль, Испания. С 1993 года — домашнее поле местного клуба «Расинг», выступающего в Сегунде В. Вмещает 12 043 зрителя. Текущий владелец арены — городской совет Ферроля.

## История арены
До возведения «Малаты» «Расинг» сменил три домашние арены, первую из которых реконструировали в 1970-х годах. «Малата» была построена в 1993 году, общая стоимость работ составила 1,7 миллиарда песет.
Разработку плана арены поручили представителям корпорации Ferrovial Group, главным архитектором был назначен Альфредо Алкала, которому помогали еще пять специалистов.
Торжественная церемония открытия стадиона прошла 29 августа 1993 года товарищеской игрой между «Сельтой» из Виго и «Депортиво» из Ла-Коруньи.
Первым официальным матчем на новом поле стала встреча между «Расингом» и резервной командой мадридского «Атлетико», прошедшая 18 апреля того же года и окончившаяся победой хозяев со счетом 3:2.
12 ноября 2014 года на «Малате» свою встречу провела молодежная сборная Испании по футболу: матч против бельгийцев завершился поражением хозяев со счетом 1:4. Единственный мяч испанцев на 46-й минуте забил Мунир Эль-Хаддади.